# Seget Donji
Seget Donji (italsky Seghetto) je velká vesnice, přímořské letovisko a turisty často vyhledávaná lokalita v Chorvatsku v Splitsko-dalmatské župě. Je správním střediskem a největším sídlem opčiny Seget. Nachází se západně od Trogiru a těsně s ním sousedí. V roce 2011 zde žilo 2 681 obyvatel.
Sousedními sídly jsou Seget Gornji, Seget Vranjica a město Trogir. Nejdůležitějšími silnicemi jsou v Segetu Donjim silnice D8, která je zde proměněna v rychlostní silnici, a silnice D58, která vede ze Segetu Donji do Šibeniku.